# Habaix al-Hàssib
Àhmad ibn Abd-Al·lah al-Marwazí (àrab: أحمد بن عبد الله المروزي, Aḥmad b. ʿAbd Allāh al-Marwazī), més conegut com Habaix al-Hàssib (àrab: حبش الحاسب, Ḥabax al-Ḥāsib) (Merv, 766 - Bagdad, 874?), fou un notable astrònom persa de Merv del segle ix. Va morir vers 870, quan tenia uns 100 anys.
Ibn al-Nadim ha deixat una relació de les seves obres.